# Municipio de San Lucas Ojitlán
El municipio de San Lucas Ojitlán es uno de los 570 municipios en que se encuentra dividido el estado mexicano de Oaxaca. Se encuentra localizado en el norte del estado, en la región de la Chinantla y su cabecera es el pueblo de San Lucas Ojitlán.

## Geografía
El municipio de San Lucas Ojitlán se encuentra ubicado al norte del estado de Oaxaca, formando parte de la región del Papaloapan y el distrito de Tuxtepec. Tiene una extensión territorial de 456.34 kilómetros cuadrados y sus coordenadas geográficas extremas son 17°54′ - 18°11′ de latitud norte y 96°13′ - 96°30′ de longitud oeste, su altitud va de 0 a 600 metros sobre el nivel del mar.
La mayor parte de su territorio se encuentra cubierto por el embalse de la presa Cerro de Oro, construida en el cauce del río Santo Domingo.
Limita al norte con el municipio de San Miguel Soyaltepec, al noreste con el municipio de San Juan Bautista Tuxtepec y al sureste con el municipio de Santa María Jacatepec; al sur su territorio limita con el municipio de San Juan Bautista Valle Nacional y con el municipio de San Felipe Usila y al oeste con el municipio de San Andrés Teotilálpam y con el municipio de San Felipe Jalapa de Díaz.

## Demografía
El municipio de San Lucas Ojitlán de acuerdo con los resultados del Censo de Población y Vivienda llevado a cabo en 2010 por el Instituto Nacional de Estadística y Geografía, tiene una población total de 21 514 personas, de las que 10 395 son hombres y 11 119 son mujeres.
La densidad de población asciende a un total de 41.14 personas por kilómetro cuadrado.

### Localidades
El municipio incluye en su territorio un total de 61 localidades. Las principales, considerando su población del censo de 2010 son:
| Localidad            | Población |
| -------------------- | --------- |
| San Lucas Ojitlán    | 6 289     |
| Macín Grande         | 1 619     |
| Loma de Cedro        | 849       |
| Yucatán              | 725       |
| Vista Hermosa        | 672       |
| Loma de Piedra       | 667       |
| Laguna Arroyo Grande | 633       |
| Playa de Soyaltepec  | 593       |
| Total Municipio      | 21 514    |

## Política
El gobierno del municipio de San Lucas Ojitlán es electo mediante el principio de partidos políticos, con en la gran mayoría de los municipios de México. El gobierno le corresponde al ayuntamiento, conformado por el presidente municipal, un síndico y el cabildo integrado por 10 regidores. Todos son electos mediante voto universal, directo y secreto para un periodo de tres años que pueden ser renovables para un periodo adicional inmediato.

### Representación legislativa
Para la elección de diputados locales al Congreso de Oaxaca y de diputados federales a la Cámara de Diputados federal, el municipio de San Lucas Ojitlán se encuentra integrado en los siguientes distritos electorales:
Local:
- Distrito electoral local de 2 de Oaxaca con cabecera en San Juan Bautista Tuxtepec.[4]

Federal:
- Distrito electoral federal 1 de Oaxaca con cabecera en San Juan Bautista Tuxtepec.[5]